# Aloe integra
Aloe integra é uma espécie de liliopsida do gênero Aloe, pertencente à família Asphodelaceae.